# Линч, Джон Рой
Джон Рой Линч (англ. John Roy Lynch; 10 сентября 1847 — 2 ноября 1939) — первый афроамериканский политик США, после Гражданской войны в период Реконструкции Юга избранный в законодательное собрание штата Миссисипи и Палату представителей США, видный деятель Республиканской партии в 1870-х — 1880-х годах.

## Биография
Был освобождён из рабства во время Гражданской войны и поселился в Натчезе (штат Миссисипи), где занимался фотографией и окончил вечернюю школу. В 1869 году занялся общественной деятельностью в качестве судьи округа.
В ноябре 1869 года был избран в Палату представителей штата Миссисипи, в 1871 году переизбран, в 1872 году стал спикером Палаты. В том же году он был избран в Конгресс и в 1874 году переизбран, однако на третий срок избран не был. В 1880 году снова избирался и был объявлен проигравшим, но оспорил решение и в конечном итоге вернулся в состав Конгресса.
Вернулся на свою плантацию в округе Адамс (штат Миссисипи) в 1883 году. В 1889 году вернулся на государственную службу, когда президент Бенджамин Гаррисон назначил его четвёртым аудитором Министерства финансов США для морского ведомства. Будучи активным членом Республиканской партии, Линч был делегатом на национальных съездах республиканцев в 1872, 1884, 1888, 1892 и 1900 годах. Был временным председателем партии в 1884 году — первым чернокожим, который председательствовал на национальном съезде главной в то время политической партии США.

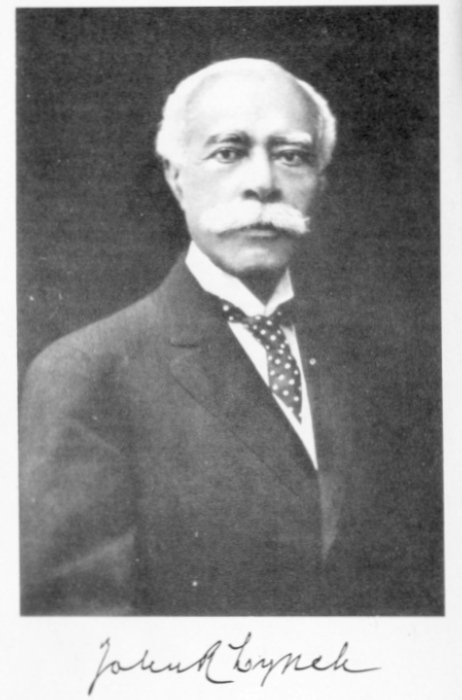
Джон Рой Линч в старости

В книге «Факты реконструкции» (1913 год) Линч попытался развеять ошибочное мнение о том, что правительства южных штатов после Гражданской войны находились под контролем чернокожих.